# FC Bavois
Der FC Bavois (lang Football Club Bavois) ist ein Fussballverein in der Schweizer Gemeinde Bavois im Kanton Waadt.

## Geschichte
Der Verein wurde am 1. März 1941 von jungen Leuten gegründet. Der Club spielt auf dem Terrain des Peupliers, welches 2003 neu gebaut wurde. Der Verein spielte die meiste Zeit in der 3. Liga. Die Vereinsfarben sind rot-weiss. Der Verein wurde am 1. Juli 1941 ins Register der Swiss Football League aufgenommen.
Der grösste Erfolg des Vereins war 2016 der Aufstieg in die dritthöchste Liga (Promotion League). Um in die Promotion League aufzusteigen, muss man eine Aufstiegsrunde gewinnen. Der FC Bavois traf auf den FC Münsingen; das Hinspiel verlor man 0:1, das Rückspiel gewann man 3:0. In der Finalrunde gewann man gegen den FC Baden und war nun offiziell aufgestiegen. Der FC Baden hatte am Ende wegen des Zwangsabstiegs des FC Biel aber noch eine Chance, in die Promotion League aufzusteigen.

## Lage des Stadions
Das Stadion liegt auf Wiesen bzw. ist von Wiesen umgeben.